# Daniil le Russe
Daniil le Russe, de son vrai nom Daniil Korchounov, né le 16 septembre 1989 à Mourmansk en URSS, est un humoriste, vidéaste web et ancien ingénieur franco-russe. Actif principalement en France, il s'est fait connaître pour ses vidéos humoristiques sur Vine et YouTube. il est connu sur YouTube pour son concept: France versus Russie

## Biographie

### Début et formation
Daniil Korchounov naît 16 septembre 1989 à Mourmansk en Union soviétique et s’installe en France en Bretagne avec sa famille à l’âge de treize ans,. En 2008, il intègre l’ICAM, une école d’ingénieurs, où il obtient son diplôme en 2013,. Il commence sa carrière professionnelle chez Olmix, une entreprise spécialisée dans les biotechnologies, d’abord en France, puis à Saint-Pétersbourg en Russie,.
Sa chaîne YouTube est créée en 2006, mais il se fait véritablement connaître à partir de 2015. En parallèle de ses études, en 2010, il sort un album de rap sous le pseudonyme Tsar-M, intitulé Roules les R, Rides les Rues,.
Souhaitant changer de voie, il retourne en France à Paris pour poursuivre ses études à l’Université Paris-Dauphine-PSL. Il y effectue un stage chez Gonzaguetv vidéaste connu pour ses caméras cachées, et devient rapidement monteur, auteur et assistant de tournage pour la chaîne YouTube de Gonzague.
En 2015, il rejoint Golden Moustache qu'il quitte en 2016 pour rejoindre brièvement le Studio Bagel avant de se lancer comme créateur indépendant en publiant ses propres vidéos.

### Carrière
Après un premier contact avec la scène à travers le stand-up et des formes de one-man-show, Daniil Korchounov s’essaie à l’humour en public. En 2014, il fonde le collectif Open Barbe, un groupe humoristique avec lequel il se produit dans plusieurs salles parisiennes,. Cette expérience scénique accompagne ses débuts sur Internet, où il transpose progressivement son humour vers le format vidéo.
Une partie du contenu vidéo de Daniil le Russe repose sur des comparaisons humoristiques entre la culture française et la culture russe. À travers ce prisme, il aborde les stéréotypes véhiculés sur la Russie, en particulier sur sa jeunesse, et cherche à déconstruire les clichés. Dans une interview pour Brut, il explique que de nombreuses représentations négatives des Russes proviennent d’images virales sur le web, souvent caricaturales, occultant la richesse culturelle du pays. Il rappelle que « la culture russe, c’est la musique classique, le ballet et la littérature ». Fort de sa double nationalité, il revendique une légitimité à traiter ces sujets et souligne le caractère universel des jeunes générations, au-delà des frontières nationales. Il cherche ainsi à offrir une image plus nuancée de la Russie contemporaine.
En septembre 2017, Daniil le Russe connaît une progression rapide de son audience : il fait partie du top 5 des youtubeurs français ayant gagné le plus d'abonnés ce mois-là, avec 133 227 nouveaux abonnés enregistrés. Deux mois plus tard, en novembre, il enregistre une croissance encore plus marquée avec 185 896 nouveaux abonnés, ce qui lui permet de franchir le cap symbolique du million d'abonnés, passant de 817 267 à 1 003 163 abonnés en quelques semaines,. 
Il se fait également remarquer pour ses pastiches et parodies, comme son sketch « Les Rappeurs en studio » en 2017, dans lequel il caricature différents stéréotypes du milieu rap, ou encore sa vidéo sur le RGPD (Règlement général sur la protection des données) en 2018.

## Prise de position

### Élection présidentielle de 2017
En mai 2017, Daniil publie une reprise humoristique du titre Elle est bazardée de KeBlack, renommée Marine n’est pas passée, célébrant la défaite de Marine Le Pen au second tour de l’élection présidentielle. Le clip, tourné pendant l’entre-deux-tours, met en scène des Franco-étrangers dansant sur l’esplanade de La Défense.

### Guerre Russo-Ukrainienne
En février 2022, au début de la guerre en Ukraine, Daniil le Russe affirme dans une interview à RTL que « la majorité des Russes sont tristes » face au conflit, et que le pouvoir agit « contre l’avis du peuple ». Il décrit alors un climat de censure et de peur en Russie, expliquant que « tous les artistes ont stoppé leurs projets » et que « personne ne peut en parler sans risquer des représailles ».
Deux ans plus tard, en mars 2024, il publie sur sa chaîne une vidéo intitulée « La Russie a gagné », provoquant la surprise de ses abonnés et suscitant un débat sur un possible revirement de sa position. Plusieurs observateurs s’interrogent sur les raisons de ce changement, certains évoquant une stratégie de communication, d’autres des pressions extérieures. Daniil le Russe déclare pour sa part : « Je ne suis pas un journaliste objectif, je suis là pour le divertissement », affirmant ainsi sa volonté de ne pas être perçu comme une source d’information politique.

## Filmographie

### Websérie
2017 : The Cell : Bruhl

## Ouvrages
- Daniil le Russe et Nabil Bereriche, 100,5 trucs pour te faciliter la vie, First, 2018, 144 p. (ISBN 978-2412037614)